# Othresypna
Othresypna is een geslacht van vlinders van de familie spinneruilen (Erebidae), uit de onderfamilie Calpinae.

## Soorten
- O. admiratio Prout, 1922
- O. astrigera Butler, 1885
- O. biocularis Moore, 1867
- O. caliginosa Walker, 1865
- O. catocaloides Moore, 1867
- O. contellata Moore, 1883
- O. difformis Berio, 1958
- O. distincta Leech, 1889
- O. fenella Swinhoe, 1902
- O. formosensis Hampson, 1926
- O. intermedia Berio, 1958
- O. marginalis Hampson, 1894
- O. marginata Leech, 1900
- O. moltrechti Berio, 1958
- O. oblonga Beri, 1977
- O. ochreicilia Hampson, 1891
- O. pela Prout, 1926
- O. perplaga Berio, 1958
- O. perpunctosa Berio, 1973

- O. plaga Leech, 1900
- O. postflavida Leech, 1900
- O. pretiosissima Draudt, 1950
- O. pseudoumbrosa Berio, 1973
- O. pulchra Butler, 1881
- O. punctosa Walker, 1865
- O. quadrinotata Leech, 1900
- O. spodix Prout, 1928
- O. submarginata Walker, 1865
- O. subolivacea Walker, 1861
- O. umbrosa Butler, 1881